# Fernsehpitaval: Der Fall Dibelius – Schnoor
Der Fall Dibelius – Schnoor ist ein Kriminalfilm der Reihe Fernsehpitaval des Deutschen Fernsehfunks von Wolfgang Luderer aus dem Jahr 1960.

## Handlung
Es ist Ende November 1918. Prediger Schnoor sitzt in seinem Haus in Königshorst am Frühstückstisch, während seine Frau sich über die angeblichen moralischen Verfehlungen ihres 16-jährigen Dienstmädchens Grete erregt. Hier tritt, der im gleichen Hause wohnende, Leutnant Hans Wirt hinzu, gratuliert seinem Schwager zum Geburtstag und setzt sich mit an den Tisch. Wegen eines weiteren Geburtstagsgastes verlässt das Ehepaar Schnoor den Raum und Hans Wirth nutzt diese Gelegenheit, die gerade die Treppe herunterkommende Grete mit sexuellen Anzüglichkeiten zu belästigen, wobei ihn sein Schwager erwischt. Erzürnt schickt der Prediger den Leutnant hinaus und stellt Grete, mit der er ein Verhältnis hat, zur Rede. Doch nun kommt Hans Wirth wieder in den Raum und überblickt die Situation, was zu einem Streitgespräch führt, das erst durch den Zutritt von Frau Schnoor beendet wird.
Anlässlich des Weihnachtsfestes sind Prediger Schnoor, seine Frau und ihr Bruder, sowie Herr Dr. Otto Dibelius beim Amtsvorsteher Friese und seiner Frau eingeladen. Als Hans Wirth die Gesellschaft vorzeitig verlassen will, wird er von seinem Schwager zurückgehalten. Im Haushalt des Pfarrers bekommt derweilen das Dienstmädchen Besuch von ihrem Vater, da sie über die Feiertage arbeiten muss. Bei dieser Gelegenheit erklärt sie ihm, dass sie kündigen möchte, ohne jedoch einen bestimmten Grund zu nennen, wovon ihr Vater aber abrät. Wieder zu Hause versucht Prediger Schnoor in der Nacht sich heimlich in Gretes Zimmer zu schleichen, wobei er von Hans, der die Geräusche hört, mit einer Pistole in der Hand erwischt wird. Um Mitternacht hören die Besucher der Dorfgaststätte einen Schuss und denken, dass um diese Zeit noch ein Jäger unterwegs ist. Auch Frau Schnoor wird von dem Knall wach, rennt die Treppe hinunter und sieht ihren Mann vor ihrem toten Bruder stehen. Am nächsten Morgen geht der Prediger zum Amtsvorsteher Friese und meldet diesem unter Tränen, dass sein Schwager in der letzten Nacht von Einbrechern ermordet wurde. Die anschließende Untersuchung des Falles durch die Neuruppiner Staatsanwaltschaft bringt, wahrscheinlich unter dem Einfluss des Amtsvorstehers, kein Ergebnis und das Verfahren wird eingestellt, da die Täter unerkannt entkommen konnten. Nur im Dorf kommen immer wieder Zweifel auf, da die Gerüchte über die Zustände im Pfarrhaus nicht verstummen.
Kurze Zeit danach stirbt Frau Schnoor bei der Geburt ihres zweiten Kindes. Eine fremde Wirtschafterin zieht in das Pfarrhaus ein, am  23. August 1923 heiratet sie Herrn Schnoor und wird somit seine zweite Ehefrau. In den folgenden Jahren hofft der Prediger, endlich zum ordentlich bestellten Pfarrer in Königshorst berufen zu werden, was sich endlich im Jahr 1926 zu erfüllen scheint. Als sich das im Dorf herumspricht, kommt umgehend wieder die alte Geschichte zur Sprache und eine Frau bestätigt, dass ihr Grete, die inzwischen in Berlin als Kellnerin arbeitet, von den Nachstellungen Schnoors erzählt hat. In einem Gespräch in der Dorfkneipe bestätigt Gretes Vater einem jungen Arbeiterfunktionär den Wahrheitsgehalt dieser Geschichte und dass der einzige Zeuge, der Leutnant Hans Wirth, damals ums Leben gekommen ist. Der junge Mann erklärt sich bereit, einen erfahrenen Berliner Kriminalkommissar für den Fall zu interessieren, was auch gelingt. Dieser verhört das ehemalige Dienstmädchen Schnoors und verlangt eine Gegenüberstellung mit dem Prediger, der nach Rücksprache mit dem Berliner Polizeipräsidenten Karl Zörgiebel aus Königshorst abgeholt wird. Schnoor kann nur noch seine Frau zum Amtsvorsteher Friese schicken, um von ihm die Staatsanwaltschaft Neuruppin benachrichtigen zu lassen, damit diese dagegen vorgeht. Friese kann in Neuruppin aber keinen zuständigen Mitarbeiter erreichen.
Der Prediger ist nun bei der Gegenüberstellung gezwungen, seine moralischen Verfehlungen zuzugeben, ohne dass ihm jedoch eine Beteiligung am Tod seines Schwagers nachgewiesen werden kann, weshalb er wieder in die Freiheit entlassen werden muss. Für den Kriminalkommissar ist damit aber die Angelegenheit noch nicht erledigt, denn er ist davon überzeugt, dass Schnoor der Mörder seines Schwagers ist. Durch die amtliche Vorführung des Predigers zur Vernehmung in Berlin, die in Königshorst schnell Dorfgespräch wird, sind in den Augen des Amtsvorstehers Friese und des Generalsuperintendenten Dibelius die kirchliche Autorität und die sittliche Ordnung bedroht. Dibelius beschließt, Prediger Schnoor am 27. März 1927 in Königshorst zum ordentlich bestellten Pfarrer zu berufen und persönlich die Einführungspredigt zu halten, um somit die Säulen der Autorität und der sittlichen Ordnung wieder herzustellen. In der Festansprache behauptet Dibelius, das blutgierige Kommunistengesindel habe Hans Wirth umgebracht. Weiterhin erhebt er schwere Vorwürfe gegen die Berliner Polizei wegen ihres Verhaltens in einem schwebenden Verfahren, das er eine unerhörte Verfehlung im Blick auf die staatsbürgerlichen Rechte Schnoors nennt. Die gesamte Rede wird in der Presse veröffentlicht und auch im Berliner Polizeipräsidium gelesen. Nach drei Tagen nimmt der Polizeipräsident Stellung dazu und beweist, dass die skandalöse Predigt nur aus Lügen und Hetze bestand und die wahren Ereignisse verfälschte. Kurze Zeit später erscheint in der Presse die amtliche Nachricht, dass Pfarrer Schnoor seines Amtes enthoben wurde.

## Produktion und Veröffentlichung
Der Fernsehfilm erschien als 7. Folge der Filmreihe Fernsehpitaval und wurde am 29. Dezember 1960 zum ersten Mal im DFF gesendet.
Das Buch wurde von Friedrich Karl Kaul, der auch die erläuternden Texte spricht, und Walter Jupé anhand authentischer Gerichtsakten verfasst. Für die Dramaturgie war Aenne Keller verantwortlich.

## Kritik
H. Knietzsch vom Neuen Deutschland erlebte durch die Ausstrahlung dieses Falles, einen beeindruckenden Fernsehabend.